# Nell
Nell és una pel·lícula psicològica estatunidenca, dirigida per Michael Apted, amb Jodie Foster, estrenada el 1994 i doblada al català. Tracta de la temàtica del nen salvatge a partir d'una història inspirada per Genie. Ha estat doblada al català.

## Argument
Quan el doctor Lowell va a comprovar la defunció d'una dona gran, que vivia reclusa en un bosc de Carolina del Nord, descobreix que tenia una filla anomenada Nell, que ha estat educada en el temor als homes, i parla una llengua incomprensible per als altres. Tanmateix, amb una vintena d'anys, no coneix res del món exterior, a part dels boscos que envolten la seva cabana. Lowell, no sabent massa bé què fer-ne, sol·licita l'ajuda d'una psicòloga, Paula Olsen. Aquesta parla d'un internament...Nell pateix de manca de socialització.

## Repartiment
- Jodie Foster: Nell
- Liam Neeson: Jerome Lovell
- Natasha Richardson: Paula Olsen
- Richard Libertini: Alexander Paley
- Nick Searcy: Todd Peterson
- Robin Mullins: Mary Peterson
- Jeremy Davies: Billy Fisher
- O'Neal Compton: Don Fontana
- Heather M. Bomba: Una bessona
- Marianne E. Bomba: L'altra bessona
- Sean Bridgers: Mike Ibarra
- Joe Inscoe: El jutge
- Stephanie Dawn Wood: Ruthie Lovel

## Nominacions
- Nominada per l'Oscar a la millor actriu per Jodie Foster[3][4]
- Nominada per tres Globus d'Or, a millor pel·lícula dramàtica, millor actriu dramàtica i millor banda sonora.[3]